# Paracis spinosa
Paracis spinosa is een zachte koraalsoort uit de familie Plexauridae. De koraalsoort komt uit het geslacht Paracis. Paracis spinosa werd in 1906 voor het eerst wetenschappelijk beschreven door Thomson & Henderson. 